# 凉亭河站
凉亭河站是一个合九线上的铁路车站，位于安徽省宿松县凉亭镇，建于1995年，目前为四等站，邮政编码为246512。目前该站不办理客货运业务。